# 8557 Šaroun
A 8557 Saroun (ideiglenes jelöléssel 1995 OK) a Naprendszer kisbolygóövében található aszteroida. L. Šarounová fedezte fel 1995. július 23-án.